# Habibu Kinyogoli
Habibu Kinyogoli est un boxeur tanzanien né le 2 octobre 1948.

## Carrière
Aux Jeux olympiques d'été de 1972 à Munich, Habibu Kinyogoli est éliminé au troisième tour dans la catégorie des poids plumes par l'Espagnol Antonio Rubio. Il est ensuite médaillé d'argent dans la catégorie des poids coqs aux Jeux africains de Lagos en 1973.